# Dysderina meridina
Dysderina meridina là một loài nhện trong họ Oonopidae.
Loài này thuộc chi Dysderina. Dysderina meridina được Arthur M. Chickering miêu tả năm 1968.